# Winter in America
Winter in America – trzeci album studyjny Gila Scott-Herona i Briana Jacksona, wydany w Stanach Zjednoczonych przez wytwórnię płytową Strata-East Records w maju 1974 roku.

## Spis utworów

### Strona pierwsza
| Nr | Tytuł utworu                                     | Tekst                           | Długość |
| -- | ------------------------------------------------ | ------------------------------- | ------- |
| 1. | „Peace Go with You, Brother (As-Salaam-Alaikum)” | Gil Scott-Heron • Brian Jackson | 5:27    |
| 2. | „Rivers of My Fathers”                           | Scott-Heron • Jackson           | 8:19    |
| 3. | „A Very Precious Time”                           | Scott-Heron • Jackson           | 5:17    |
| 4. | „Back Home”                                      | Scott-Heron • Jackson           | 2:51    |
|    |                                                  |                                 | 21:54   |

### Strona druga
| Nr | Tytuł utworu                                    | Tekst                 | Długość |
| -- | ----------------------------------------------- | --------------------- | ------- |
| 1. | „The Bottle”                                    | Gil Scott-Heron       | 5:14    |
| 2. | „Song for Bobby Smith”                          | Scott-Heron           | 4:35    |
| 3. | „Your Daddy Loves You”                          | Scott-Heron           | 3:25    |
| 4. | „H2Ogate Blues”                                 | Scott-Heron           | 8:08    |
| 5. | „Peace Go with You Brother (Wa-Alaikum-Salaam)” | Scott-Heron • Jackson | 1:10    |
|    |                                                 |                       | 22:32   |